# My Love Is Cool
My Love Is Cool (en español: Mi amor es genial) es el álbum de estudio debut de la banda de rock alternativo británica Wolf Alice. Fue publicado el 22 de junio de 2015 a través de Dirty Hit en el Reino Unido, y un día después en Estados Unidos por RCA Records.
El álbum fue nominado al Premio Mercury de 2015, perdiendo ante At Least for Now de Benjamin Clementine.

## Lista de canciones
Todas las canciones escritas y compuestas por Ellie Rowsell, Joff Oddie, Theo Ellis y Joel Amey. 
| Edición estándar |                                                             |          |  |
| N.º              | Título                                                      | Duración |  |
| 1.               | «Turn to Dust»                                              | 3:07     |  |
| 2.               | «Bros»                                                      | 3:44     |  |
| 3.               | «Your Loves Whore»                                          | 4:57     |  |
| 4.               | «You're a Germ»                                             | 2:53     |  |
| 5.               | «Lisbon»                                                    | 3:26     |  |
| 6.               | «Silk»                                                      | 4:03     |  |
| 7.               | «Freazy»                                                    | 3:14     |  |
| 8.               | «Giant Peach»                                               | 4:35     |  |
| 9.               | «Swallowtail»                                               | 5:41     |  |
| 10.              | «Soapy Water»                                               | 3:42     |  |
| 11.              | «Fluffy»                                                    | 2:44     |  |
| 12.              | «The Wonderwhy» (incluye la pista oculta «My Love Is Cool») | 6:46     |  |
| 48:52            |                                                             |          |  |

## Créditos y personal
Adaptados desde las líneas internas del álbum.
Wolf Alice
- Ellie Rowsell – Voz principal, guitarras, sintetizador, programación, piano, omnichord, órgano Hammond.
- Joff Oddie – Guitarras, voces de apoyo, sintetizador, programación, banjo, violines.
- Theo Ellis – Bajo eléctrico, voces de apoyo, sintetizador.
- Joel Amey – Batería, percusión, voces de apoyo, voz principal (9), teclados, programación, guitarras, órgano Hammond.

Apoyo y producción
- Mike Crossey – Productor, mezcla, sintetizadores, programación.
- Jonathan Gilmore – Ingeniería.
- Robin Schmidt – Masterización.
- Rachel Thomas – Foto de carátula.
- Samuel Burgess-Johnson – Diseño.

## Posicionamiento en listas
| Listas (2015)                      | Mejor posición |
| ---------------------------------- | -------------- |
| Australia (ARIA Charts)            | 41             |
| Bélgica (Ultratop Flanders)        | 148            |
| Escocia (Scottish Albums)          | 6              |
| Estados Unidos (Billboard 200)     | 90             |
| Irlanda (Irish Albums)             | 37             |
| Irlanda (Irish Independent Albums) | 2              |
| Países Bajos (Album Top 100)       | 83             |
| Reino Unido (UK Albums)            | 2              |
| Reino Unido (Independent Albums)   | 1              |

## Certificaciones
| País (Certificador) | Certificación | Ventas certificadas |
| --- | ------------- | ------------------- |
| Reino Unido (BPI) | Oro           | 100 000*            |
| ^cifras de envíos basadas únicamente en la certificación xcifras no especificadas basadas únicamente en la certificación |               |                     |